# Haifská univerzita

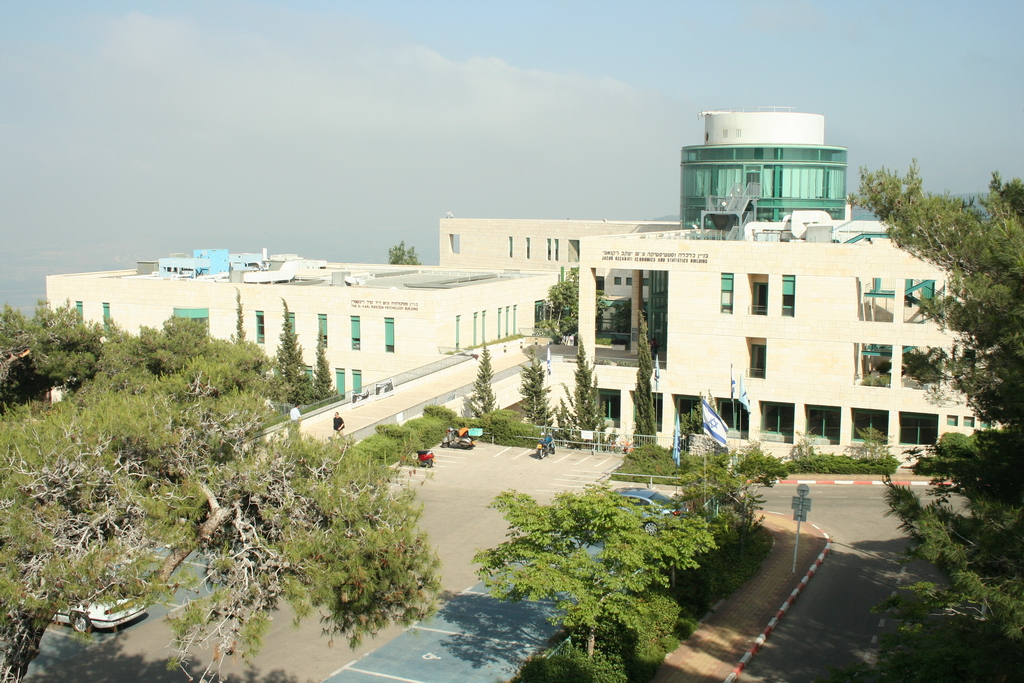
Rabinova budova Haifské univerzity

Haifská univerzita (hebrejsky: אוניברסיטת חיפה) je izraelská univerzita nacházející se ve městě Haifa v Izraeli.
Přibližně 16 500 studentů na šesti fakultách, které se zaměřují se na: humanitní vědy, sociální vědy, psychologii, sociální péči a zdravotnictví, právo, vědecké technologie a pedagogiku. Jsou zde nabízeny studijní programy pro bakaláře (Bc.) a vyšší stupně vzdělání. Univerzita se snaží nabízet možnosti rovnoprávných příležitostí ve vzdělání pro všechny sociální vrstvy a zejména pak podpořit vzájemné porozumění mezi židovskými a arabskými studenty.
Haifská univerzita je domovem Hechtova muzea archeologie a umění a několika velmi aktivních výzkumných center a institucí, jako jsou například Institut evoluce, Bucerius institut pro výzkum současné německé historie a společnosti, Centrum pro studium informační společnosti, Centrum pro studium národní bezpečnosti, Turistické výzkumné centrum, atd. V areálu univerzitního kampusu se rovněž nachází velké výzkumné centrum společnosti IBM.
Mimo standardní akademické programy se na půdě Haifské univerzity pravidelně realizují i letní intenzivní kursy hebrejštiny (tzv. Ulpan), navštěvované studenty všech stupňů pokročilosti z celého světa; od roku 2008 existuje i souběžně probíhající letní kurs arabštiny.
Uvádí se, že je univerzita v Haifě jedna z nejvíce levicových a proarabských univerzit v zemi. Podle bývalého plukovníka izraelské armády Jonatana Feigela je Islámské hnutí na univerzitě napojeno na organizaci napojenou na palestinskou teroristickou organizaci Hamas (konkrétně má být tímto prostředníkem organizace Iqra’a).
V roce 2006 byl na univerzitě v Haifě udělen čestný doktorát filosofie bývalému českému prezidentu Václavu Havlovi.

## Historie univerzity

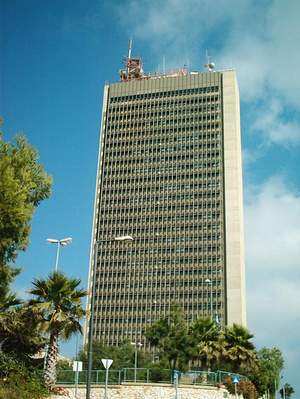
Výšková správní budova univerzita Migdal Eškol

Haifská univerzita byla založena roku 1963 pod akademickou záštitou Hebrejské univerzity haifským starostou Abbou Hušim.
V první rok existence univerzity zde studovalo 472 studentů. Studia v oblasti humanitních a sociálních věd poskytovaly katedry biblických studií, hebrejské literatury a jazyka, židovských dějin, obecných dějin, francouzské literatury a jazyka, anglické literatury a jazyka, arabské literatury a jazyka, geografie, sociologie a politických věd. Působilo zde 180 akademických pracovníků, z nichž 50 pocházelo z Haify.
V roce 1967 odpromovali první studenti, celkem 75, z nichž tři čtvrtiny byli učitelé.
První sídlo univerzity bylo v Erdsteinově domě ve čtvrti Hadar ha-Karmel, ale brzy již nebylo kapacitně dostačující. Univerzita se poté přestěhovala do čtvrti Karmel Merkazi a nacházela se v budově, která v současné době slouží jako Pátá městská střední škola. Až v roce 1966 se univerzita přesunula na hřeben pohoří Karmel, kde se nachází současný univerzitní kampus.
První víceúčelová univerzitní budova byla postavena roku 1966. Nacházely se tam učebny, chodby, laboratoře, knihovna se 110 tisíci knihami a kavárna. Univerzitní kampus vyprojektoval známý brazilský architekt Oscar Niemeyer tak, aby zahrnoval všechny univerzitní zařízení. Dominantou areálu je víc než 100 metrů vysoký mrakodrap Migdal Eškol z roku 1978, kde sídlí administrativa školy.

## Významní absolventi
- Benny Ganc – zástupce náčelníka Generálního štábu Izraelských obranných sil
- Jochanan Volach – fotbalista, prezident Makabi Haifa, CEO
- Ronit Matalon – spisovatel

## Významní akademici
- Brenda Shaffer